# HD 147506
HD 147506 はヘルクレス座に存在する9等星で、太陽からは約418光年離れた位置にある。暗い恒星なので観測には望遠鏡などの機材を必要とする。スペクトル型がF型の、太陽と比べてやや高温の星で、質量・半径も太陽より少し大きい。2019年までに周囲を公転する太陽系外惑星が一つ発見されている。

## 恒星
| 太陽 | HD 147506 |
| ---- | --------- |
| 太陽 | Exoplanet |

HD 147506 は太陽系から遠く離れているため、正確な距離は求められていなかった。そのため Bakos らの2007年の研究では、恒星進化モデルに基づいた115±15パーセクという短めの推定値が使用されている。ガイア計画で得られた年周視差では128.2パーセク（418光年）という結果が得られている。
HD 147506 は太陽より500Kほど高温で、スペクトル型F8に分類される。Bakosらが推定した距離に基づくと、質量は太陽の1.3倍、半径は1.4倍、光度は3倍前後となる。一方で、ヒッパルコス衛星が観測した距離を採用すると、質量が太陽の1.4倍、半径は太陽の1.8倍、明るさは5倍程度になる。恒星の金属量は太陽より25%多く、年齢は20億から30億年と若い。
光度階級は詳しく分かっていないが、自転速度はF型の主系列星（階級V）に対応している。

## 惑星系
2007年、食検出法による観測を行っていたHATネットが、太陽系外惑星 HAT-P-2b (HD 147506b) の発見を報告した。この惑星は質量が木星の9倍と大きいが、一方で半径は木星より少し小さい。そのため、表面重力は地球の20倍以上に達している。
惑星とHD 147506の平均距離は0.07auしかない。軌道半径の小さい惑星は中心星からの潮汐力によって軌道が円軌道化される場合が多いが、HAT-P-2bは離心率が0.5以上の楕円軌道を取っている。これは外側に存在する別の惑星の影響なのではないかと推測されているが、2009年の時点ではそのような天体は報告されていない。
2023年、ドップラー分光法によって外側を長い周期で公転する HAT-P-2c (HD 147506c) が発見された。
| 名称 （恒星に近い順） | 質量             | 軌道長半径 （天文単位） | 公転周期 (日)       | 軌道離心率      | 軌道傾斜角        | 半径                  |
| --------------------- | ---------------- | ----------------------- | ------------------- | --------------- | ----------------- | --------------------- |
| b (Magor)             | 9.09±0.24 MJ     | 0.06878±0.00068         | 5.6334729±0.0000061 | 0.5171±0.0033   | 86.72+1.12 −0.87° | 1.157+0.073 −0.062 RJ |
| c                     | 10.7+5.2 −2.2 MJ | —                       | 8500+2600 −1500     | 0.37+0.13 −0.12 | 90±16°            | —                     |

## 名称
2019年、世界中の全ての国または地域に1つの系外惑星系を命名する機会を提供する「IAU100 Name ExoWorldsプロジェクト」において、HD 147506 (HAT-P-2) はハンガリーに割り当てられる系外惑星系となった。このプロジェクトは、「国際天文学連合100周年事業」の一環として計画されたイベントの1つで、ハンガリー国内での選考、国際天文学連合 (IAU) への提案を経て太陽系外惑星とその主星に固有名が承認されるものであった。2019年12月17日、IAUから最終結果が公表され、HD 147506はHunor、HD 147506 bはMagorと命名された。これらは1280年代にケーザのシモンによって書かれた「フン族とハンガリー人の業績録 (Gesta Hunnorum et Hungarorum)」を含む、中世のハンガリーの年代記に登場する伝説的なキャラクターであるフノルとマゴルにちなんでいる。彼らは兄弟で、Hunorはフン族、Magorはマジャール人の伝説的な先祖とされる。